# Otto Gabcke
Otto Gabcke (* 20. November 1882 in Gardelegen; † 22. März 1942 bei Charkow) war ein deutscher Generalleutnant im Zweiten Weltkrieg.

## Leben
Gabcke trat am 1. Oktober 1903 als Fahnenjunker in das 7. Lothringische Infanterie-Regiment Nr. 158 in Paderborn ein. Dort wurde er am 24. April 1904 zum Fähnrich ernannt und in den folgenden Jahren am 27. Januar 1905 zum Leutnant sowie am 27. Januar 1913 zum Oberleutnant befördert.
Mit Ausbruch des Ersten Weltkriegs kam er mit dem Regiment als Kompanieführer an der Westfront zum Einsatz. Hier erfolgte am 24. Oktober 1914 seine Ernennung zum Kommandeur des I. Bataillons und zwei Monate später die Beförderung zum Hauptmann. Bei Reims wurde Gabcke am 30. Juli 1918 verwundet und kehrte nach seiner Gesundung im September auf seinen Posten als Bataillonskommandeur zurück.
Nach Kriegsende und Demobilisierung ab 19. Dezember 1918 am Garnisonsstandort wurden im Januar 1919 aus Teilen das nach Gabcke benannte Freikorps gebildet, das aus zwei Bataillonen bestand. Am 1. Oktober 1919 folgte seine Übernahme in die Reichswehr und die Verwendung als Kommandeur des I. Bataillons des Reichswehr-Schützen-Regiments 13. Ein Jahr darauf versetzte man ihn zum Stab des 18. Infanterie-Regiments. Vom 1. April 1924 bis 30. September 1926 fungierte Gabcke dann als Kompaniechef und war anschließend beim Stab des Ausbildungsbataillons in Detmold. Ab 1. April 1926 wurde Gabcke wieder als Kompaniechef verwendet und wechselte sechs Monate später als Lehrer und Aufsichtsoffizier an die Infanterieschule. Dort wurde er am 1. Februar 1927 zum Major befördert. Nach dreijähriger Lehrtätigkeit versetzte man Gabcke am 1. Oktober 1929 zum Stab des 15. Infanterie-Regiments nach Gießen. Es folgte am 1. Februar 1930 seine Ernennung zum Kommandeur des III. Bataillons in Kassel, das er für die kommenden zwei Jahre befehligte. Als Oberstleutnant (seit 1. April 1931) kam er ein Jahr später wieder in den Regimentsstab und wurde am 1. Februar 1933 zum Kommandeur des 3. (Preußisches) Infanterie-Regiments in Deutsch-Eylau ernannt. In dieser Funktion wurde er am 1. Oktober 1933 Oberst. Dieses Kommando gab Gabcke am 30. April 1935 ab und war anschließend als Wehrersatz-Inspekteur tätig. Als solcher wurde er am 1. Oktober 1936 zum Generalmajor sowie am 1. Juni 1938 zum Generalleutnant befördert.
Mit Beginn des Zweiten Weltkriegs verblieb Gabcke auf seinem Posten und wurde mit der Aufstellung der 294. Infanterie-Division deren Kommandeur. Mit der Division erfolgten Einsätze im Westfeldzug, im Balkanfeldzug sowie ab Juni 1941 beim Unternehmen Barbarossa. Gabcke ist am 22. März 1942 im Südabschnitt der Ostfront gefallen.

## Auszeichnungen
- Eisernes Kreuz (1914) II. und I. Klasse[1]
- Ritterkreuz des Königlichen Hausordens von Hohenzollern mit Schwertern[1]
- Pour le Mérite[1] am 1. September 1918
- Verwundetenabzeichen (1918) in Schwarz[1]
- Hanseatenkreuz Hamburg[1]
- Lippisches Kriegsverdienstkreuz[1]
- Kreuz für Treue Dienste[1]
- Spange zum Eisernen Kreuz II. und I. Klasse
- Deutsches Kreuz in Gold am 26. Dezember 1941